# 谢丽尔·帕克
谢丽尔·莱斯利·帕克（英語：Cherelle Lesley Parker，1972年9月9日—）是美国费城現任市长，帕克是民主党成员，曾在2005年至2015年担任宾夕法尼亚州众议院议员，代表费城西北部的第200选区。2015年至2022年，帕克担任费城市议会第九区议员，并在2020年成为市议会多数党领袖。在2023年11月7日的费城市长选举中获胜，成为费城第100任市长，也是费城历史上首位女市长。

## 生涯概要
帕克出生于費城西北部的Mount Airy社区，1990年，帕克在高三时赢得了全市演讲比赛的冠军，經過推薦，费城市议员玛丽安·B·塔斯科（Marian B. Tasco）聘请帕克擔任辦公室实习生。1994年，帕克从林肯大学毕业。
帕克畢業後在新泽西州普萊森特維爾的一所高中短暫地担任英语教师，随后回到费城，在玛丽安·B·塔斯科的办公室工作了十年。2005年，帕克參選宾夕法尼亚州眾議院議員並當選，2015年因塔斯科將要退休，鼓勵帕克參選市議員，後順利當選。帕克在2020年成為市議會民主黨多數黨黨魁。2022年帕克辭去市議員職務，宣布將參加市長選舉，後於選舉中勝出成為費城市長。

## 外部來源
- . www.phila.gov. 2024-1-2.